# Ольшевський Рудольф Олександрович
Рудо́льф Олекса́ндрович Ольше́вський (справжнє прізвище Гольдфельд; 14 вересня 1938, Гомель — 4 вересня 2003, Бостон) — російський поет, прозаїк, журналіст і перекладач.

## Біографія
Рудольф Ольшевський народився в Білорусії, куди його батьків було направлено з Одеси на роботу. Сім'я повернулася до Одеси, коли майбутньому поетові було близько року. Під час Великої Вітчизняної війни — в евакуації з матір'ю, Зиновією Генріхівною; батько — Олександр Самійлович Гольдфельд — загинув на фронті. 1956 року, закінчивши одеську середню школу, Рудольф Ольшевський оселився в Кишиневі, з яким пов'язане все його творче майбутнє.
Протягом кількох десятиліть Рудольф Ольшевський працював у редакціях газети «Молодь Молдови» та літературного журналу «Кодри». З 1963 року, як сценарист, співпрацював з кіностудією Молдова-фільм. У 1960—1980-х роках керував літературним об'єднанням «Орбіта» при молодёжке, в якому розпочалася літературна діяльність Євгенія Хорвата, Наума Каплана (1947—1978), Бориса Ройтблата, Віктора Пане (нар. 1954), Олександра Фрадіса, Катерини Капович, Бориса Вікторова (Друкер, 1947—2004), Олександри Юнко, Олександра Бродського (Міккі Вульф), Світлани Мосової та багатьох інших місцевих літераторів.
Головним чином, у Кишиневі було видано понад двадцять книг поезії, публіцистики, художньої прози, віршованих перекладів письменника, враховуючи 5 фантастичних романів. Автор поетичних збірок «Розчаклуй-трава», «Третій полюс» (1967), «Високі дзвони» (1971), «Минає літо» (1973), «Багаття опівночі» (1976), «І знову осінь» (1978), «Тінь птаха» (1982), «Все це було на землі» (1985), «Вік хмелю» (1985), «Називаю себе» (1986), «Червона ягода» (1992), збірки віршів для дітей «Хвостата азбука» з ілюстраціями Марини Андрухіної (2001), романів «Господи помилуй» і «Два сонця Ф'юрі» (2000), книги оповідань «Поговорімо про Одесу» (2001).
Рудольф Ольшевський написав лібрето до опери молдавського композитора Едуарда Лазарева «Дракон» за п'єсою-казкою Євгена Шварца, склав два випуски літературного альманаху «Гілка Єрусалима». Перекладав поезію Павла Боцу, Петра Задніпру, Віктора Телеуке. Серед перекладених ним та виданих окремими книгами молдавських письменників — Спірідон Вангелі та Георге Воде («Відкриття колодязя», 1978), збірка дитячих віршів Костянтина Кондри «Домашні чарівники» (1963), збірники Андрія Лупана «Схованки» (1964), Анатола Гужела «Перетворення» (1975) й Дмитра Матковського «Держава черешень» (1983). У перекладах з їдишу вийшли: збірка віршів Мойше Лемстера «Єврейський дощ» (1997), книга новел Іхила Шрайбмана «Творіння та кохання» (2000), історичний роман Бориса Сандлера «Глина та плоть» про Кишинівський погром 1903 року (2003). 2000 року в перекладах Р. О. Ольшевського з їдишу було видано книгу «Тіні, що літають», що увібрала в себе вірші п'яти єврейських поетів Бессарабії — Еліезера Штейнбарга, Зейлика Бардичевера, Янкева Штернберга, Мотла Сакцієра й Герцла Ривкина.
З 2000 року Рудольф Ольшевський мешкав у Бостоні (США).

## Сім'я
- Дружина — літературознавець і журналіст Надія (Ада) Петрівна Ольшевська, співробітник редакції кишинівської газети «Юний ленінець»[3].
  - Син — американський математик у галузі функціонального аналізу Вадим Рудольфович Ольшевський (нар. 1961, Кишинів) — професор Університету Коннектикуту[4].
    - Онук — математик Олександр Ольшевський (нар. 1982).

## Книги
- Хлопчаки з Мінжиру (оповідання). — Кишинёв: Картя Молдовеняскэ, 1962. — 18 с.
- Чарівна крейда (казка для дітей). Ілюстрацій Я. А. Авербух. — Кишинёв: Картя молдовеняскэ, 1963. — 34 с.
- Веселка на долонях (казка). — Кишинёв: Картя молдовеняскэ, 1964. — 91 с.
- Половина неба (казка для старшого шкільного віку). — Кишинёв: Картя молдовеняскэ, 1966. — 23 с.
- Третій полюс (вірші). — Кишинёв: Картя молдовеняскэ, 1967. — 97 с.
- Розчаклуй-трава (вірші для дітей). — Кишинёв: Лумина, 1967. — 30 с.
- Операція «Танк» (з Володимиром Расстригіним]]). Кишинёв: Картя молдовеняскэ, 1969. — 79 с.
- Високі дзвони (вірші). — Кишинёв: Картя молдовеняскэ, 1971. — 123 с.
- Минає літо (вірші). — Кишинёв: Картя молдовеняскэ, 1973. — 143 с.
- Вісім точок на мапі: нариси про молдавських комсомольців, що працюють на будовах країни (упорядник). — Кишинёв: издательство ЦК КП Молдавии, 1975. — 115 с.
- Багаття опівночі (вірші). — Кишинёв: Картя молдовеняскэ, 1976. — 114 с.
- Пора винограду. — М.: Молодая гвардия, 1977. — 95 с.
- І знову осінь. — Кишинёв: Литература артистикэ, 1978. — 155 с.
- Початок дня (вірші). — Кишинёв: Литература артистикэ, 1979.
- Тінь птаха (вірші). — Кишинёв: Литература артистикэ, 1982. — 150 с.
- Все це було на землі. Вірші та поеми. — Кишинёв: Литература артистикэ, 1985. — 141 с.
- Вік хмелю (вірші). — М.: Советский писатель, 1985 (друге видання — там же, 1992). — 124 с.
- Називаю себе. Вірші. — М.: Молодая гвардия, 1986. — 94 с.
- Вірші. — Кишинёв: Литература артистикэ, 1988. Художник Л. Ф. Балаклав. — 288 с.
- Червона ягода: вірші. — Кишинёв: Гиперион, 1992.
- Господи помилуй. Два сонця Ф'юрі. Романи. — Кишинёв: Axul Z, 2000.
- Поговорімо про Одесу. Оповідання. — Кишинёв: Pontos, 2001 (2-е изд., доп. — «Поговорімо про Одесу, або Сьогодні краще, ніж завтра». — Бостон: Aspekt Publishing, 2010).
- Хвостата азбука (вірші для дітей). — Кишинёв, 2001.
- Одіссея лейтенанта Ріплі (у 2-х тт.). — Кишинёв: Axul Z, 2001.
- Опівнічний дзвонар (вибрані вірші). — Бостон: Budget Printing Center, 2008.

## Фільмографія
- 1963 — І знову осінь... (документальний)
- 1969 — Вони зробили крок у безсмертя (документальний)
- 1970 — Світло (TeleFilm-Chişinău, документальний)
- 1974 — У нас у Колібашах (документальний)
- 1975 — Новела про хліб (документальний)
- 1976 — Місто на Дністрі (TeleFilm-Chişinău, документальний)
- 1978 — Чобенаш (TeleFilm-Chişinău, фільм-концерт)
- 1980 — Мерцішор — свято весни (анімаційний)
- 1980 — Йду до орача (TeleFilm-Chişinău, документальний)
- 1987 — Кишинівська мозаїка (документальний)